# Marmanda
Marmanda (nom occità) (en francès Marmande) és un municipi francès situat al departament d'Òlt i Garona i a la regió de la Nova Aquitània. L'any 1999 tenia 23.727 habitants.

## Demografia
| Evolució de la població INSEE |       |       |       |       |       |       |       |       |
| 1793                          | 1800  | 1806  | 1821  | 1831  | 1836  | 1841  | 1846  | 1851  |
| 5 792                         | 6 043 | 6 544 | 6 925 | 7 345 | 7 527 | 7 805 | 8 150 | 8 336 |

| 1856  | 1861  | 1866  | 1872  | 1876  | 1881  | 1886  | 1891   | 1896  |
| ----- | ----- | ----- | ----- | ----- | ----- | ----- | ------ | ----- |
| 8 368 | 8 661 | 8 564 | 8 513 | 8 961 | 9 857 | 9 891 | 10 341 | 9 888 |

| 1901  | 1906  | 1911  | 1921  | 1926  | 1931  | 1936   | 1946   | 1954   |
| ----- | ----- | ----- | ----- | ----- | ----- | ------ | ------ | ------ |
| 9 873 | 9 748 | 9 832 | 9 148 | 9 555 | 9 683 | 10 481 | 12 101 | 12 368 |

| 1962   | 1968   | 1975   | 1982   | 1990   | 1999   | 2006 | 2011 | 2016 |
| ------ | ------ | ------ | ------ | ------ | ------ | ---- | ---- | ---- |
| 13 542 | 15 559 | 16 911 | 16 953 | 17 568 | 17 199 | -    | -    | -    |

| 2019 | - | - | - | - | - | - | - | - |
| ---- | - | - | - | - | - | - | - | - |
| -    | - | - | - | - | - | - | - | - |

## Història
La vila fou assetjada per Amaurí IV de Montfort en 1218 mentre era defensada per Arnau de Blancafort i Centulle d'Astarac, fins que el papa de Roma Honori III va convèncer els francesos del nord d'implicar-se més en la croada albigesa i Felip II de França va manar al seu fill Lluís de fer una incursió a Marmanda, on van massacrar tota la població, per a continuació dirigir-se a assetjar Tolosa.

## Llocs i monuments
- L'Església de Nòstra Dòna de Marmanda, i el claustre construït al segle xiii, restaurat al segle xiv, classificat monument històric,
- L'Ajuntament,
- La Plaça Clemenceau,
- El Carrer Libération,
- La Font de les Nou Fonts,
- La Capella Saint-Benoît,
- La Plaça del Castell,
- El Carrer Toupinerie,
- El Carrer del Palau,
- Les Muralles,
- El Safareig i font dels Cinq Canelles,
- El Passeig Richard-Coeur-de-Lion,
- El cantó,
- El Camí de ronda de la Pedra,
- La Plaça de Verdun,
- El Carrer Labat,
- La Plaça del Mercat.

## Administració
| Període | Identitat     | Partit |
| ------- | ------------- | ------ |
| 1983-   | Gérard Gouzes | PS     |

## Agermanaments
- Ejea de los Caballeros
- Portogruaro
- Peso da Régua

## Personatges il·lustres
- Pierrick Fédrigo, ciclista.